# Serrula acuta
Serrula acuta is een platworm (Platyhelminthes). De worm is tweeslachtig. De soort leeft in het zoute water.
Het geslacht Serrula, waarin de platworm wordt geplaatst, wordt tot de familie Meidiamidae gerekend. De wetenschappelijke naam van de soort werd voor het eerst geldig gepubliceerd in 2009 door Schockaert, Curini-Galletti, De Ridder, Volonterio & Artois.